# NGC 241
NGC 241 је расејано звездано јато у сазвежђу Тукан које се налази на NGC листи објеката дубоког неба.
Деклинација објекта је - 73° 26' 33" а ректасцензија 0h 43m 33,2s. Привидна величина (магнитуда) објекта NGC 241 износи 13,7 а фотографска магнитуда 12,1. NGC 241 је још познат и под ознакама NGC 242, ESO 29-SC6, in SMC.